# Pelophryne misera
Pelophryne misera är en groddjursart som först beskrevs av François Mocquard 1890.  Pelophryne misera ingår i släktet Pelophryne och familjen paddor. IUCN kategoriserar arten globalt som sårbar. Inga underarter finns listade i Catalogue of Life.